# Jan Schmid
Pour les articles homonymes, voir Schmid.
Jan Schmid, né le 24 novembre 1983 à Trondheim, est un coureur du combiné nordique norvégien d'origine suisse, pays pour lequel il a couru au début de sa carrière. Il est le frère de Tommy Schmid, également coureur du combiné nordique de haut niveau.
En 2009, il devient vice-champion du monde derrière l'Américain Todd Lodwick et le redevient en 2019, année de sa retraite sportive. Il compte également quatre médailles par équipes aux championnats du monde, dont une en or en 2019. Il a remporté cinq courses en coupe du monde : deux lors de la saison 2011-2012 et trois lors de la saison 2017-2018.

## Biographie

### Débuts
Né à Trondheim en Norvège de parents suisses, il commence sa carrière sous les couleurs suisses en participant à des manches de la Coupe du monde B à partir de décembre 2001. Il signe une deuxième à Vuokatti dès sa deuxième course ce qui lui permet de se qualifier pour les Jeux olympiques de Salt Lake City. Vainqueur de deux courses, il concourt aux Championnats du monde junior à Schonach en 2002, prenant la quatrième place en individuel avant de prendre part aux Jeux olympiques à Salt Lake City. Le 1er mars de la même année, il fait sa première apparition en Coupe du monde à Lahti, marquant ses premiers points. En mars 2003, il participe aux championnats du monde de ski nordique où il se classe 27e du Gundersen, 30e du sprint et 8e par équipe.
En novembre 2003, il atteint pour la première fois le top 10 en Coupe du monde et termine dix-huitième au classement général de la saison 2003-2004. Lors de la saison 2004-2005, il termine 3e du sprint lors des Universiades. Il participe ensuite aux championnats du monde de ski nordique où il se classe 29e du Gundersen, 32e du sprint et 6e par équipes.

### Jeux olympiques de Turin et changement de nationalité
Lors de la saison 2005-2006, il signe une 6e place en coupe du monde à Harrachov puis il se classe quatrième de l'épreuve par équipes avec Andreas Hurschler, Ronny Heer et Ivan Riederlors des Jeux olympiques de Turin. Ayant toujours vécu en Norvège et parlant le norvégien, Jan Schmid décide d'adopter la nationalité norvégienne peu après les Jeux de Turin. La Fédération suisse de ski demande une compensation financière afin de compenser les dépenses qu'elle a consentie pour l'athlète. Finalement les fédérations norvégiennes et suisse trouvent un accord à 127 437 couronnes,. C'est la première fois que ce type de transfert d'argent est rencontré dans le monde du ski. Cette démarche était aussi une urgence pour lui puisqu'il aurait été plus difficile de changer de nationalité après ses vingt-trois ans.

### Premiers podiums sous ses nouvelles couleurs
Dès l'hiver suivant, il est intégré à l'équipe nationale norvégienne. Il est cependant désigné remplaçant pour les championnats du monde de ski nordique 2007. Quelques semaines plus tard, il remporte le mass start du championnat de Norvège devant Håvard Klemetsen.
Lors de la saison 2008-2009, il connait son premier podium en individuel à Ramsau am Dachstein où il prend la troisième place. Quelques jours plus tard, il termine 2e dans une course par équipe à Schonach. Ensuite, il monte sur quatre autres podiums (2 à Val di Fiemme, un à Seefeld et un à Klingenthal) ce qui lui permet de terminer la coupe du monde à la 7e place, son meilleur résultat. Lors des Championnats du monde de Liberec, il décroche la médaille d'argent en individuel en terminant à treize secondes de l'Américain Todd Lodwick puis le bronze dans l'épreuve par équipe avec Mikko Kokslien, Petter Tande et Magnus Moan.
Le 10 décembre 2011, Schmid s'impose pour la première fois en Coupe du monde à Ramsau, il gagne de nouveau à Lahti trois mois plus tard.

### Saison 2016-2017 compliquée et retour au premier plan
En décembre 2017, il est pour la première fois le leader de la coupe du monde après les courses de Ramsau. Il termine deuxième de la Coupe du monde soit son meilleur résultat dans cette compétition, grâce à trois succès à Val di Fiemme, Chaux-Neuve et Hakuba, alors qu'il en totalise cinq durant sa carrière. Il participe à ses quatrièmes Jeux olympiques à Pyeongchang, remportant la 
médaille d'argent dans l'épreuve par équipes avec Jørgen Graabak, Espen Andersen et Jarl Magnus Riiber.
Aux Championnats du monde 2019, il décroche la deuxième médaille individuelle de sa carrière aux mondiaux avec l'argent derrière Eric Frenzel, puis le même métal sur le sprint par équipes avec Jarl Magnus Riiber et finalement le titre sur l'épreuve par équipes, pour remporter son unique médaille d'or.
Après un ulitme podium (le 24e) en Coupe du monde à Schonach, pour sa dernière course, il annonce sa retraite au printemps 2019.

## Palmarès

### Jeux olympiques d'hiver
En 2014, il n'est pas retenu pour la compétition.
| Épreuve / Édition      | Individuel     | Individuel            | Par équipes Grand tremplin |
| Épreuve / Édition      | Petit tremplin | Sprint Grand tremplin | Par équipes Grand tremplin |
| JO 2002 Salt Lake City | -              | -                     | 7e                         |
| JO 2006 Turin          | -              | -                     | 4e                         |
| Épreuve / Édition      | Individuel     | Individuel            | Par équipes grand tremplin |
| Épreuve / Édition      | Petit tremplin | Grand tremplin        | Par équipes grand tremplin |
| JO 2010 Vancouver      | 23e            | -                     | 5e                         |
| JO 2018 Pyeongchang    | 25e            | 11e                   | Argent                     |

### Championnats du monde
Il n'est pas retenu pour l'édition 2007. Il est devenu vice-champion du monde en 2009, derrière l'Américain Todd Lodwick. En 2013 et en 2017, il n'est pas retenu pour la compétition.
| Épreuve / Édition           | Individuel     | Individuel            | Par équipes Grand tremplin | Par équipes Grand tremplin |
| Épreuve / Édition           | Petit tremplin | Sprint Grand tremplin | Par équipes Grand tremplin | Par équipes Grand tremplin |
| Mondiaux 2003 Val di Fiemme | 27e            | 30e                   | 8e                         | 8e                         |
| Mondiaux 2005 Oberstdorf    | 29e            | 32e                   | 6e                         | 6e                         |
| Épreuve / Édition           | Individuel     | Individuel            | Individuel                 | Par équipes Relais         |
| Épreuve / Édition           | Petit tremplin | Grand tremplin        | Départ en ligne            | Par équipes Relais         |
| Mondiaux 2009 Liberec       | Argent         | 12e                   | 13e                        | Bronze                     |
| Épreuve / Édition           | Individuel     | Individuel            | Par équipes                | Par équipes                |
| Épreuve / Édition           | Petit tremplin | Grand tremplin        | Petit tremplin Relais      | Grand tremplin Relais      |
| Mondiaux 2011 Oslo          | 24e            | 14e                   | Bronze                     | Bronze                     |
| Épreuve / Édition           | Individuel     | Individuel            | Par équipes                | Par équipes                |
| Épreuve / Édition           | Petit tremplin | Grand tremplin        | Grand tremplin Sprint      | Petit tremplin Relais      |
| Mondiaux 2015 Falun         | 31e            | 31e                   | -                          | -                          |
| Mondiaux 2019 Seefeld       | 21e            | Argent                | Argent                     | Or                         |

### Coupe du monde
- Meilleur classement général : 7e en 2009 et 2015.
- 23 podiums individuels : 5 victoires, 11 deuxièmes places et 7 troisièmes places.
- 11 podiums par équipes, dont 8 victoires.

#### Détail des victoires
| Édition   | Épreuve |
| 2011-2012 | Ramsau (Gundersen – HS98 / 10 km) Lahti (Gundersen – HS130 / 10 km)                                                  |
| 2017-2018 | Val di Fiemme (Gundersen – HS134 / 10 km) Chaux-Neuve (Gundersen – HS118 / 10 km) Hakuba (Gundersen – HS134 / 10 km) |

#### Classements en Coupe du monde
| Année     | Classement général final |
| 2001-2002 | 37e                      |
| 2002-2003 | 47e                      |
| 2003-2004 | 18e                      |
| 2004-2005 | 34e                      |
| 2005-2006 | 30e                      |
| 2006-2007 | 24e                      |
| 2007-2008 | 22e                      |
| 2008-2009 | 7e                       |
| 2009-2010 | 17e                      |
| 2010-2011 | 8e                       |
| 2011-2012 | 9e                       |
| 2012-2013 | 27e                      |
| 2013-2014 | 14e                      |
| 2014-2015 | 7e                       |
| 2015-2016 | 8e                       |
| 2016-2017 | 23e                      |
| 2017-2018 | 2e                       |
| 2018-2019 | 14e                      |

### Universiades
- Médaille de bronze sur le sprint en 2005 à Innsbruck.

### Grand Prix
- 4e du classement général en 2013.
- 4 podiums individuels.

### Coupe du monde B
- 7 podiums individuels, dont 3 victoires.